# Chronologie du genre Banksia

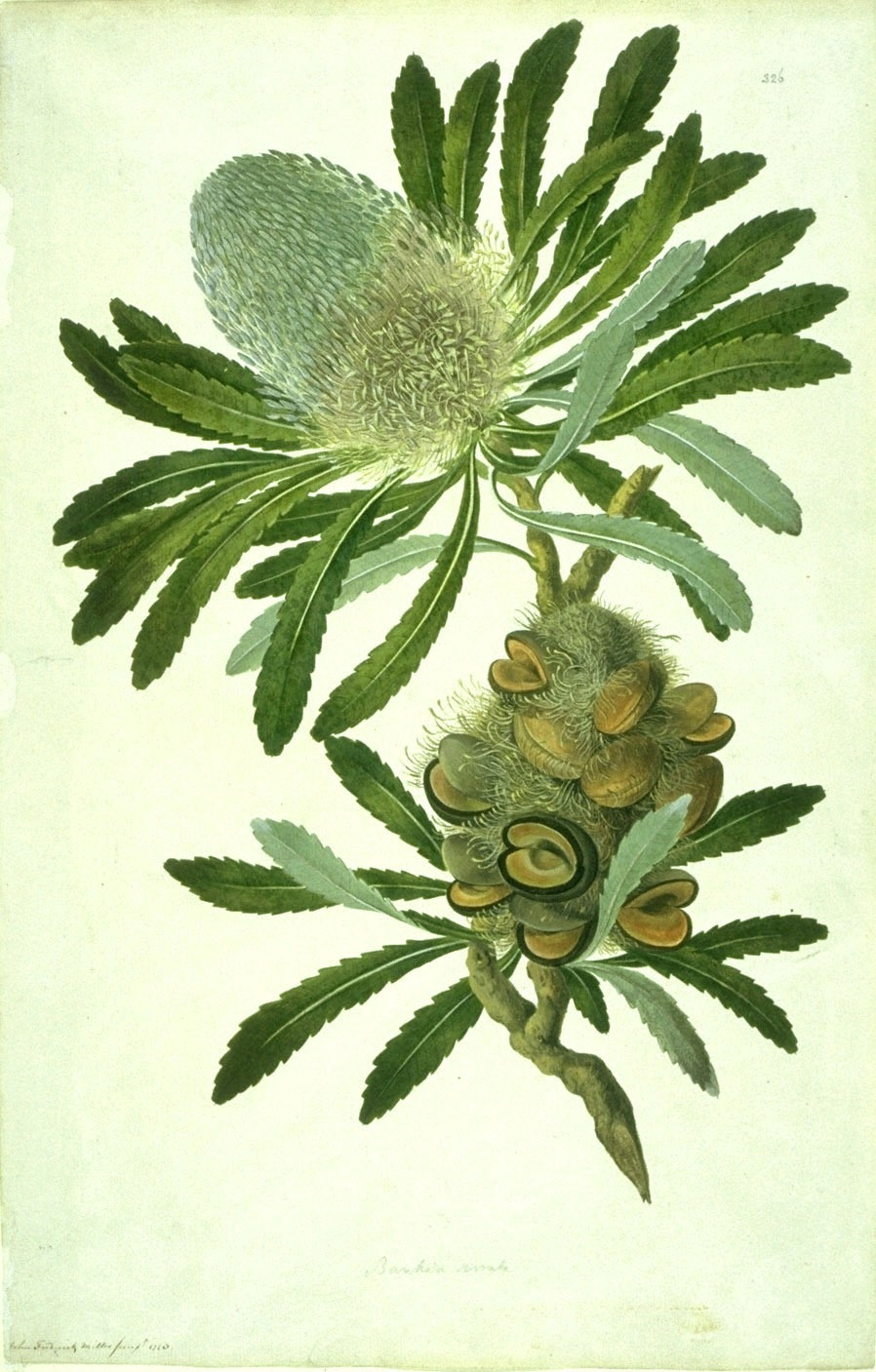
Banksia serrata peinte par Sydney Parkinson pendant le voyage au cours duquel le genre fut récolté la première fois.

Cet article présente la chronologie des développements dans la connaissance et la compréhension du genre Banksia, genre de plantes endémiques d'Australie :

## XVIIIesiècle

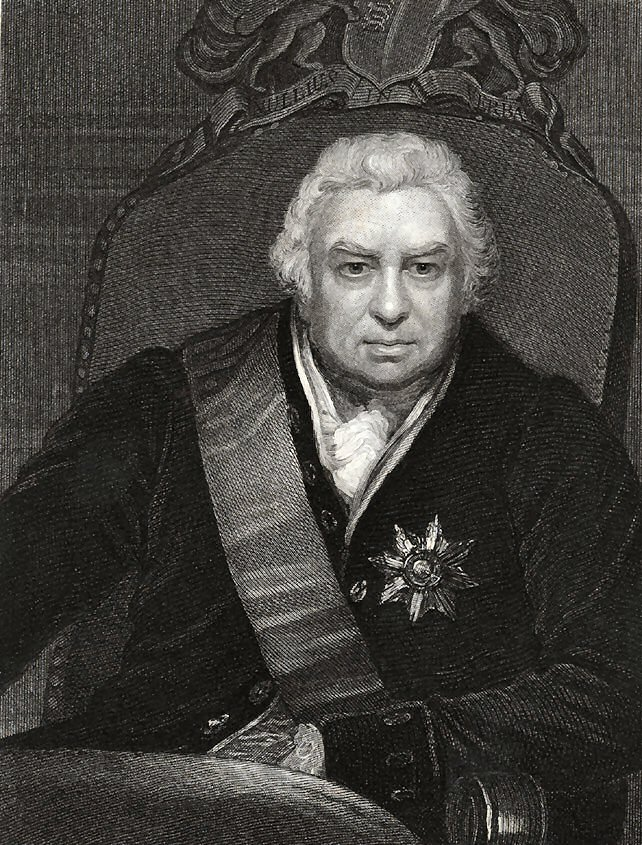
Joseph Banks

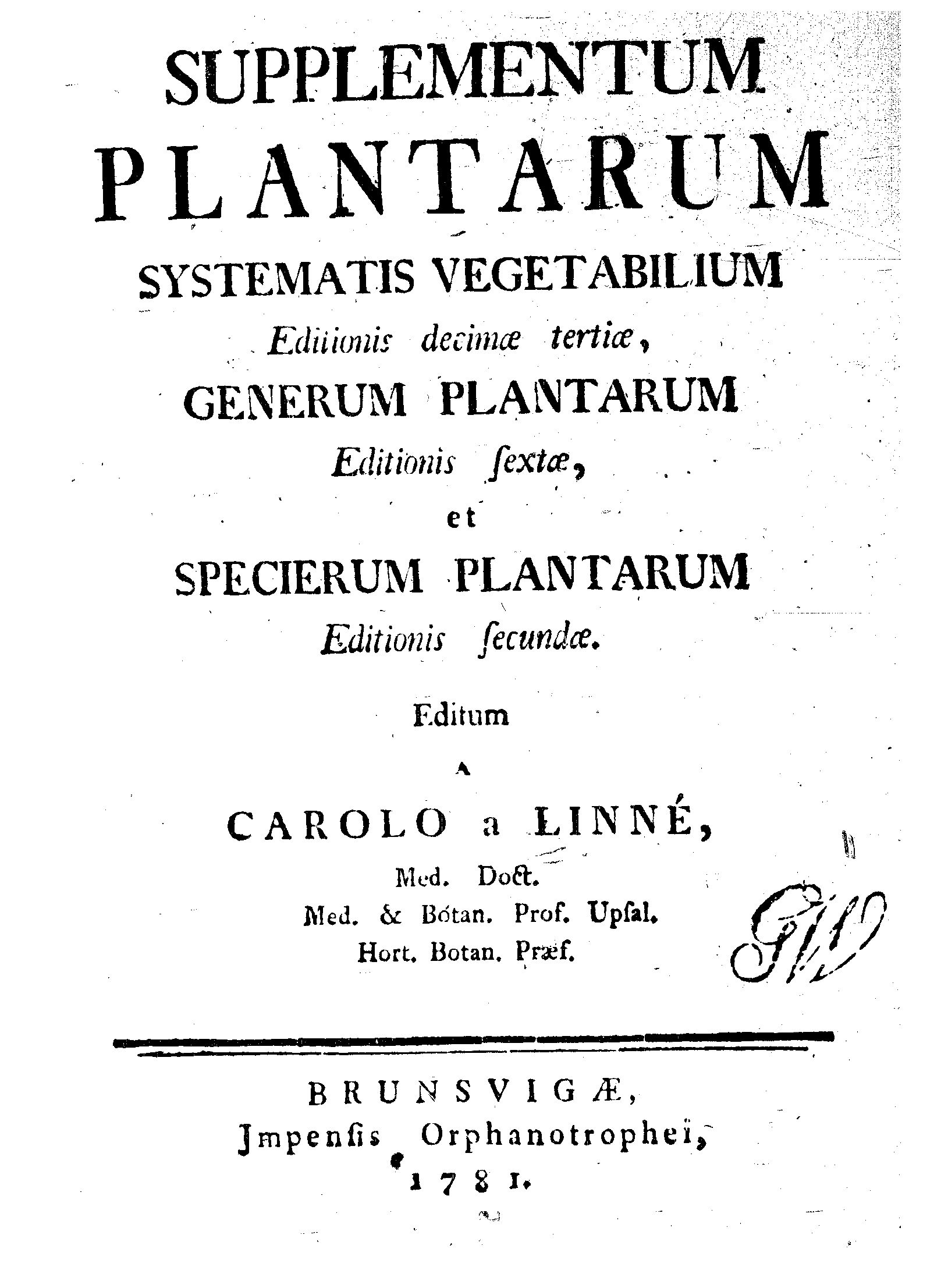
Le genre Banksia fut publié en premier par Carl von Linné le Jeune dans son Supplementum Plantarum de 1782.

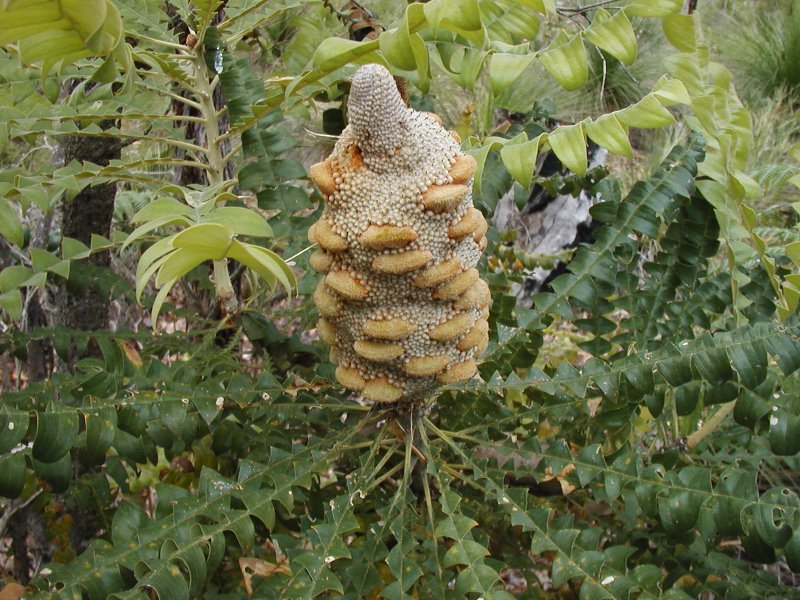
Banksia praemorsa est l'une des deux premières espèces de Banksia récoltées en Australie-Occidentale.

- Avril 1770 - Sir Joseph Banks et Daniel Solander récoltent les premiers spécimens de Banksia à Botany Bay, Nouvelle-Galles du Sud. Quatre espèce sont  représentées : Banksia serrata (Banksia scie), Banksia integrifolia (banksia côtier), Banksia ericifolia (banksia à feuilles de bruyère) et Banksia robur (banksia des marais).
- Juin 1770 — Banks et Solander récoltent des spécimens de Banksia dentata (banksia tropical) à Endeavour River (Queensland).
- 1776 — David Nelson récolte des spécimens de Banksia marginata (banksia argenté) dans l'île South Bruny (Tasmanie).
- Avril 1782 — Carl von Linné le Jeune publie son Supplementum Plantarum. À cette occasion, le genre Banksia est publié officiellement, ainsi que quatre espèces : Banksia serrata, Banksia integrifolia, Banksia ericifolia et Banksia dentata.
- Vers 1792 — John White récolte des spécimens de Banksia spinulosa (banksia épingle à cheveux)
- Octobre–novembre 1791 — Archibald Menzies récolte des spécimens et des graines de Banksia grandis (banksia taureau) et Banksia praemorsa (banksia à feuilles coupées) au détroit de King George, Australie-Occidentale.
- 1792 — Jacques Labillardière récolte des spécimens de Banksia repens (banksia grimpant) et Banksia speciosa (banksia splendide) à Esperance Bay.
- 1793 — James Edward Smith publie Banksia spinulosa.
- 1793 — Luis Née fait une récolte très importante à Port Jackson (Nouvelle-Galles du Sud), dont les premiers spécimens de Banksia oblongifolia (banksia à feuilles de fougère), et de nouveaux spécimens de Banksia marginata et Banksia robur, non encore décrites.
- 1798 — Carl Willdenow publie Banksia grandis.

## XIXesiècle

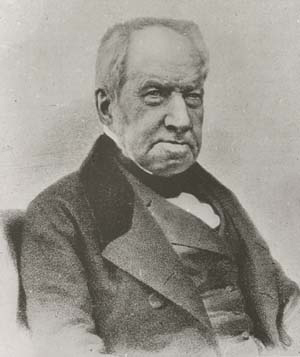
Robert Brown fut un personnage clé dans la récolte et l'étude des espèces de Banksia au XIXe siècle.

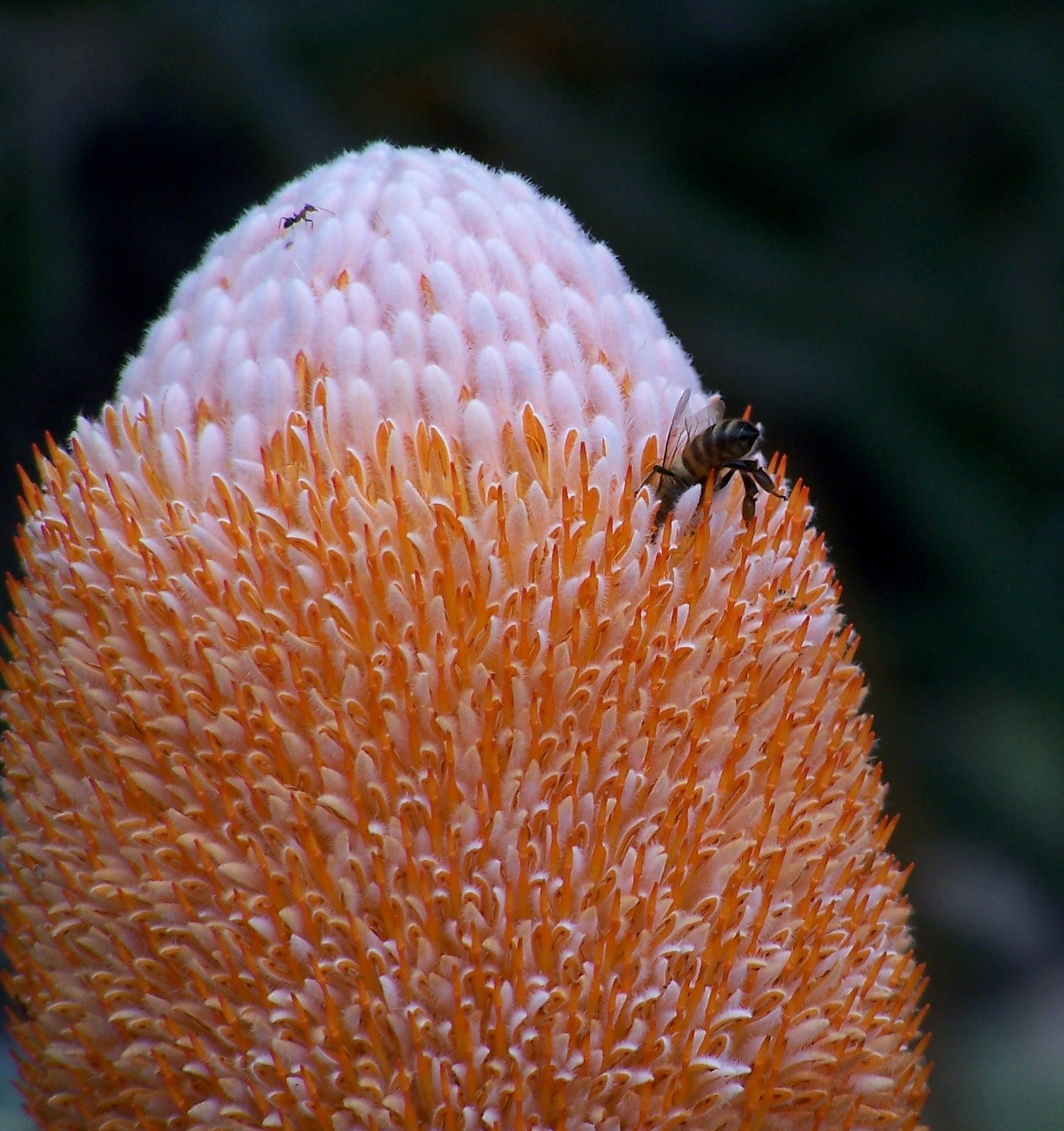
Banksia prionotes

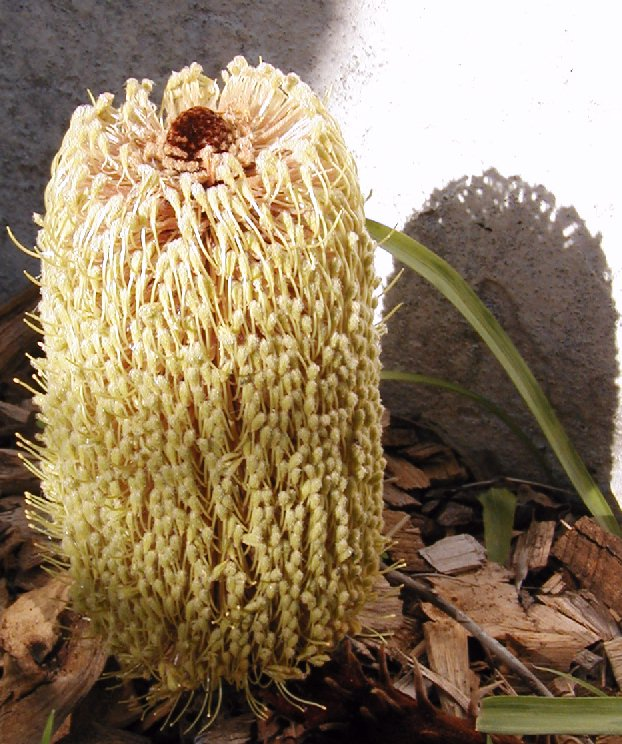
Banksia petiolaris

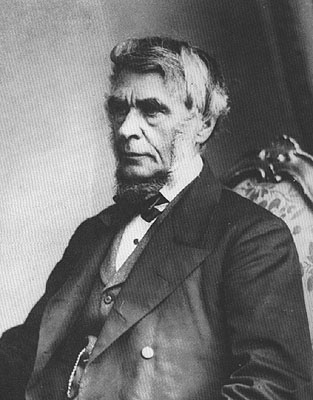
La classification des Banksia de George Bentham publiée en 1870 devait durer plus de 100 ans.

- Début des années 1800 — George Caley récolte des spécimens de Banksia spinulosa var. collina à Newcastle (Nouvelle-Galles du Sud).
- 1800 — Labillardière publie Banksia repens.
- 1800 — Antonio José Cavanilles publie Banksia marginata, Banksia robur et Banksia oblongifolia.
- Décembre 1801–janvier 1802 — Robert Brown récolte des spécimens de huit nouvelles espèces de Banksia au détroit de King George : Banksia sphaerocarpa (banksia renard), Banksia occidentalis (banksia rouge des marais), Banksia littoralis (banksia des marais), Banksia verticillata (banksia granit), Banksia coccinea (banksia écarlate), Banksia attenuata (banksia Candlestick), Banksia quercifolia (banksia à feuilles de chêne) et Banksia ilicifolia (banksia à feuilles de houx). Il se rend ensuite à Lucky Bay, où il récolte les premiers spécimens de Banksia pulchella (banksia Teasel) et Banksia nutans (banksia Nodding), et fait une nouvelle récolte de Banksia speciosa, espèce encore non décrite.
- 1802 — Henry Cranke Andrews publie Banksia praemorsa.
- Juin 1802 — Brown récolte des spécimens de Banksia paludosa (banksia des marais) et Banksia aemula (banksia Wallum) à Port Jackson.
- Août 1802 - Brown récolte des spécimens de Banksia integrifolia subsp. compar près de Keppel Bay (Queensland).
- 1810 — Brown publie son Prodromus Florae Novae Hollandiae et Insularae Van-Diemenqui inclut la première description publiée des treize espèces qu'il avait récoltées en 1801–1802. et also publication de Banksia spinulosa var. collina au rang d'espèce sous le nom de Banksia collina, et Banksia integrifolia subsp. compar au rang d'espèce sous le nom de Banksia compar. Au total, 31 espèces de Banksia sont recensées. Elles sont réparties en deux sous-genres,Banksia ilicifolia étant classée seule dans le sous-genre Isostylis et toutes les autres espèces dans Banksia Verae, les « vrais banksias ».
- 1823 — Franz Sieber récolte le premier spécimen de Banksia spinulosa var. cunninghamii au mont York dans les  Montagnes bleues en Nouvelle-Galles du Sud.
- 1823 — William Baxter récolte les premiers spécimens de Banksia gardneri (banksia prostré) et Banksia dryandroides (banksia à feuilles de dryandra) au détroit de King George.
- 1824 — Baxter récolte le premier spécimen de Banksia media (banksia des plaines du sud) entre Cape Arid et Lucky Bay en Australie-Occidentale.
- 1827 — Heinrich Reichenbach élève Banksia spinulosa var. cunninghamii au rang d'espèce sous le nom de  Banksia cunninghamii.
- Mars 1827 — Charles Fraser récolte le premier spécimen de Banksia menziesii (banksia Firewood) à la Swan River en Australie-Occidentale.
- 1828 — Robert Sweet publie Banksia dryandroides.
- 1829 — Au détroit de King George, Baxter récolte les premiers spécimens de Banksia caleyi (banksia de Cayley), Banksia baxteri (banksia de Baxter), Banksia goodii (banksia de Good) et Banksia brownii (banksia de Brown). Il se rend ensuite dans la chaîne de Stirling où il récolte les premiers spécimens de Banksia baueri (banksia laineux) et Banksia solandri (banksia de la chaîne de Stirling).
- 1830 — Brown publie Banksia media, Banksia caleyi, Banksia baueri, Banksia menziesii, Banksia solandri, Banksia baxteri, Banksia goodii et Banksia brownii. Il publie Banksia gardneri dous le nom de Banksia prostrata, mais celle-ci est par la suite  déclarée nom illégitime.
- fin des années 1830 — James Drummond (botaniste) récolte le premier spécimen de Banksia prionotes (banksia gland) près de la Swan River.
- 1840 — John Lindley publie Banksia prionotes.
- Octobre 1840 — Ludwig Priess récolte le premier spécimen de Banksia meisneri (banksia de Meissner).
- 1841 — Lors d'une expedition à l'est de Toodyay (Australie-Occidentale), Drummond récolte le premier spécimen de Banksia incana (banksia Hoary).
- 1845 — Johann Lehmann publie Banksia meisneri.
- Début 1847 — Drummond récolte le premier spécimen de Banksia lemanniana (banksia de Lehmann).
- Fin 1848 — Drummond récolte le premier spécimen de Banksia laevigata (banksia balle de tennis).
- 1851 — Ferdinand von Mueller récolte le premier spécimen de Banksia ornata (banksia du désert) près de Willunga (Australie-Méridionale).
- 1851–1852 — Lors de l'expédition de Perth à Champion Bay, Drummond récolte les premiers spécimens de Banksia leptophylla (banksia à feuilles étroites), Banksia tricuspis (banksia de Lesueur), Banksia candolleana (banksia Propeller), Banksia elegans (banksia élégant), Banksia victoriae (banksia laineux orange), Banksia hookeriana (banksia de Hooker), Banksia lindleyana (banksia porc-épic) et Banksia sceptrum (banksia sceptre).
- 1853 — Carl Meissner publie Banksia ornata.
- 1855 — Meissner publie l'espèce récoltée par Drummond en 1851–1852. Banksia leptophylla est publiée sous le nom de Banksia pinifolia, mais celle-ci est plus tard déclarée nom illégitime.
- 1856 — Meissner publie sa classification des Proteaceae. Banksia laevigata, Banksia lemanniana et Banksia incana sont publiées, la dernière sous le nom de  Banksia sphaerocarpa var. glabrescens, mais elle est par la suite élevée au rang d'espèce et renommée. Au total, 58 espèces sont recensées ; elles sont classées en deux sections et quatre séries.
- 1861 — George Maxwell fait une expédition le long la côte sud de l'Australie-Occidentale, récoltant les premiers spécimens de Banksia blechnifolia et Banksia petiolaris.
- 1864 – Mueller publie Banksia blechifolia et Banksia petiolaris.
- 1867 — Mueller récolte le premier spécimen de Banksia oreophila(Western Mountain Banksia) à Toolbrunup dans la chaîne de Stirling.

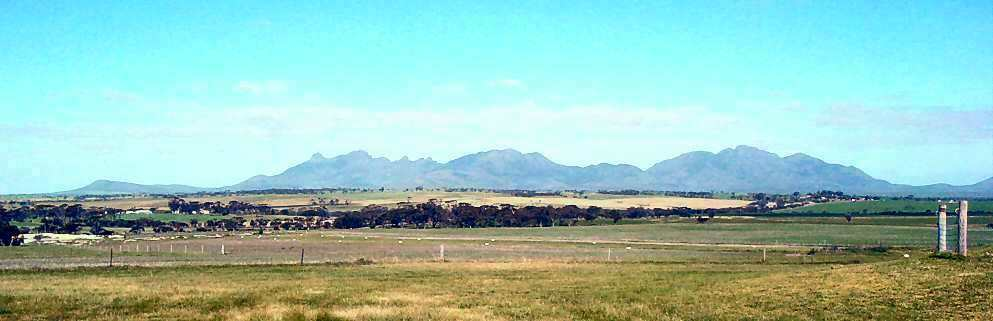
Chaîne de Stirling (Australie-Occidentale)

- 1869 — Mueller publie Banksia oreophila sous le nom de  Banksia quercifolia var. integrifolia; celle-ci sera plus tard élevée au rang d'espèce, puis renommée.
- 1870 — George Bentham publie une nouvelle classification du genre Banksia dans sa  Flora Australiensis. Aucune nouvelle espèce n'est publiée ; en réalité, Bentham réduit le nombre d'espèces de 60 à 46. La classification de Bentham comprenait deux sous-genres et quatre sections, et devait durer pendant plus de cent ans.
- 1891 - Otto Kuntze conteste Banksia L.f. sur la base de la priorité de Banksia J.R.Forst & G.Forst, proposant le nom de Sirmuellera Kuntze à la place de Banksia L.f. La contestation échoue.
- 17 septembre 1891 – Richard Helms récolte le premier spécimen de Banksia elderiana (banksia espadon) dans le Grand désert de Victoria.
- 1896 — Mueller et Ralph Tate publient Banksia elderiana.

## XXesiècle
- Décembre 1926 — Charles Gardner récolte les premiers spécimens de Banksia violacea (banksia violet) et Banksia audax.
- 1928 — Ces deux espèces sont publiées par Gardner.
- 1930 - Edwin Ashby récolte le premier spécimen de Banksia ashbyi (banksia d'Ashby) près de Yuna (Australie-Occidentale).
- Vers 1930 — William Burdett récolte le premier spécimen de Banksia burdettii (banksia de Burdett) près de  Watheroo (Australie-Occidentale).
- 1934 — Edmund Baker publie Banksia ashbyi et Banksia burdettii.
- Janvier 1940 — Gardner récolte le premier spécimen de Banksia benthamiana (banksia de Bentham) à Dalwallinu (Australie-Occidentale).
- Juillet 1958 — Gardner récolte le premier spécimen de Banksia laricina (Rose-fruited Banksia) à Beermullah (Australie-Occidentale).
- 1960 — Gardner récolte le premier spécimen de Banksia pilostylis (Marsh Banksia) près de Young River (Australie-Occidentale).
- 27 novembre 1962 — James Willis récolte le type de Banksia canei (banksia des montagnes) après que le pépiniériste William Cane attire son attention sur sa  particularité.
- 1er janvier 1964 — Alexander Segger George récolte le premier spécimen de Banksia laevigata subsp. fuscolutea à l'est de Hyden (Australie-Occidentale).
- 1964 — Gardner publie Banksia laricina, Banksia pilostylis et Banksia benthamiana.
- 1966 — George publie Banksia laevigata subsp. fuscolutea.
- Mars 1966 — Gardner récolte le premier spécimen de Banksia lullfitzii à Koorarawalyee (Australie-Occidentale). Il publie cette espèce plus tard dans l'année.
- 1967 — Willis publie Banksia canei.
- 1974 — Celia Rosser commence un projet de 25 ans pour peindre chaque espèce de Banksia.
- 1975 — L. A. S. Johnson et Barbara Briggs publient leur arrangement taxonomique des Proteaceae. Banksia est placé dans la sous-famille des Grevilleoideae, tribu des Banksieae, et sous-tribu des Banksiinae, aux côtés de son proche parent Dryandra.
- 1981 — George publie The Genus Banksia L.f. (Proteaceae), dans lequel il présente la première révision d'importance du genre depuis plus d'un siècle. Dix nouvelles espèces et neuf nouvelles variétés sont publiées : Banksia aculeata (banksia piquant), Banksia chamaephyton (banksia arête), Banksia conferta (banksia de serre) (et donc également l'autonyme Banksia conferta var. conferta, maintenant Banksia conferta subsp. conferta), Banksia conferta var. penicillata (maintenant Banksia conferta subsp. penicillata), Banksia cuneata (banksia allumette), Banksia ericifolia var. macrantha (maintenant Banksia ericifolia subsp. macrantha), Banksia gardneri var. brevidentata, Banksia gardneri var. hiemalis, Banksia grossa (banksia Coarse), Banksia integrifolia var. aquilonia (maintenant Banksia aquilonia), Banksia lanata (banksia Coomallo), Banksia littoralis var. seminuda (maintenant Banksia seminuda), Banksia meisneri var. ascendens (maintenant Banksia meisneri subsp. ascendens), Banksia micrantha, Banksia nutans var. cernuella, Banksia plagiocarpa (Dallachy's Banksia), Banksia saxicola (banksia Grampians), Banksia scabrella (banksia de Burma Road), Banksia sphaerocarpa var. caesia, Banksia sphaerocarpa var. dolichostyla et Banksia telmatiaea (banksia renard des marais). Banksia collina est rétrogradée en Banksia spinulosa var. collina, et Banksia cunninghamii est rétrogradée en Banksia spinulosa var. cunninghamii. Une nouvelle classification infragénérique est proposée, et des lectotypes sont déclarés pour la plupart des taxons de Banksia préexistants.
- 1984 — Barbara Rye élève Banksia littoralis var. seminuda au rang d'espèce sous le nom de Banksia seminuda.
- 1984 - George publie The Banksia Book.
- Février 1984 - Commencement du projet The Banksia Atlas, programme national de trois ans qui mobilise plus de 400 volontaires pour faire des observations sur le terrain de spécimens de Banksia.
- 1987 George publie Banksia epica, Banksia oligantha (banksia de Wagin), Banksia leptophylla var. melletica et Banksia spinulosa var. neoanglica, toutes découvertes à l'occasion du projet The Banksia Atlas.
- 1988 — Publication du The Banksia Atlas.
- 1996 — Kevin Thiele et Pauline Ladiges publient A Cladistic Analysis de Banksia, dans lequel ils proposent un certain nombre de changements à la classification taxonomique de George.
- 1996 — George élève Banksia integrifolia subsp. aquilonia au rang d'espèce sous le nom de Banksia aquilonia.
- 1999 — George publie une monographie sur la taxonomie du genre Banksia dans le cadre de la série de volumes de la Flora of Australia. La plupart des changements de Thiele et Ladiges sont rejetés.

## XXIesiècle

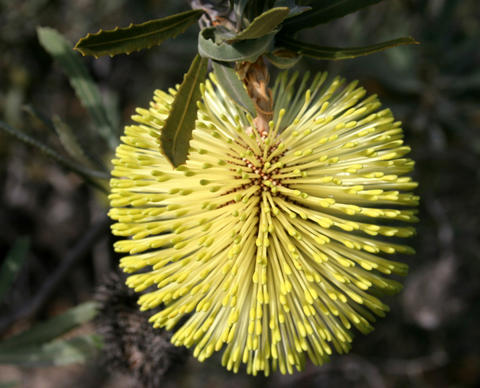
Banksia rosserae, la dernière espèce découverte et décrite de Banksia.

- 2000 — Le projet de Rosser de peindre chaque espèce de Banksia se conclut avec la publication du troisième et dernier volume de sa monographie The Banksias.
- Septembre 2000 — John Cullen récolte le premier spécimen de Banksia rosserae.
- 2000 — Peter Olde et Neil Marriott publient Banksia rosserae.
- 2002 et 2005 — Austin Mast et leurs coauteurs publient des analyses cladistiques de données génétiques, qui révèlent l'existence de deux grands clades de Banksia qu'ils appellent /Cryptostomata (stomates cachés) et /Phanerostomata (stomates visibles). Leurs résultats suggèrent aussi fortement que le genre Banksia est polyphylétique par rapport à Dryandra.